# Frederick J.V. Skiff

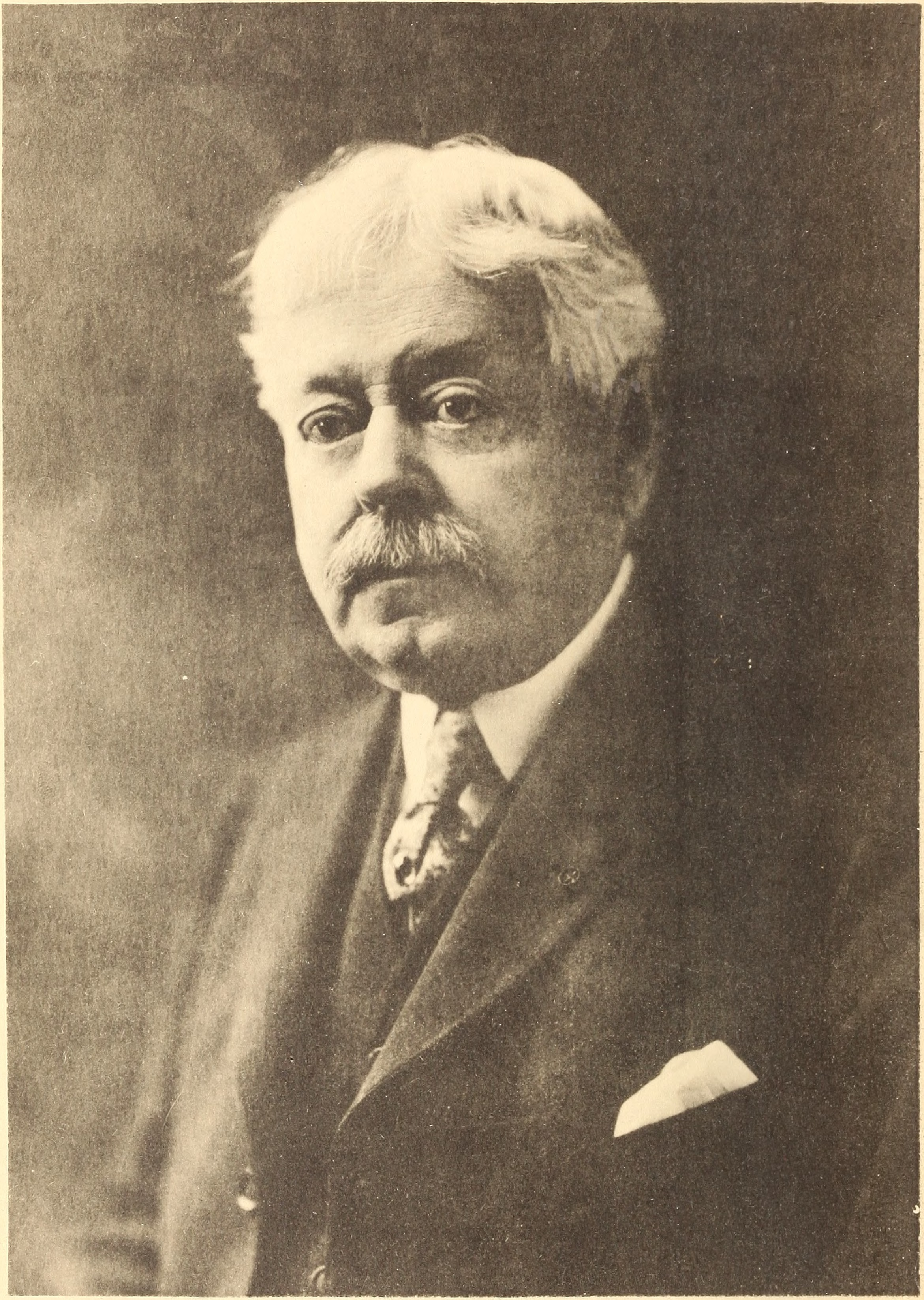
Frederick J.V. Skiff

Frederick J.V. Skiff was conservator van het Field Museum in Chicago was een van de organisatoren van de Wereldtentoonstelling in Parijs in 1900 en de grote St. Louis Exhibition in 1906 waaraan ook Duitsland deelnam. Hij kreeg op 12 januari 1906 het kruis van de IIe Klasse van de Pruisische Orde van de Rode Adelaar omgehangen. In 1910 en 1911 was hij President van de American Association of Museums.